# Kristendemokraterne
Kristendemokaterne (afgekort: KD) is een Deense christendemocratische partij die gesticht werd in 1970. De partij is sinds 2021 met één zetel vertegenwoordigd in het Folketing.
De christendemocraten hebben in Denemarken geen grote aanhang: de partij behaalde bij de Deense parlementsverkiezingen nooit meer dan 4% van de stemmen en sinds 2005 werd de kiesdrempel van 2% niet meer gehaald.

## Geschiedenis
De partij werd in 1970 gesticht onder de naam Kristeligt Folkeparti (Christelijke volkspartij), uit protest tegen de legalisering van abortus en pornografie. Onder leiding van Jacob Christensen deden de christendemocraten in 1971 voor het eerst mee aan de Deense parlementsverkiezingen. Er werd geen zetel bemachtigd, maar twee jaar later, bij de verkiezingen van 1973, kwam de doorbraak alsnog toen de partij met zeven zetels in het Folketing belandde. Het grootste succes in de partijgeschiedenis volgde in 1975, toen onder partijleider Jens Møller 5,3% van de stemmen en negen zetels werden behaald. Tot 1994 zou de partij onafgebroken in het parlement vertegenwoordigd blijven.

### Regeringsdeelname
Tweemaal maakten de christendemocraten deel uit van de Deense regering. Van 1982 tot 1988 zaten ze, onder leiding van premier Poul Schlüter, in een coalitie met de conservatieven, de liberalen van Venstre en de centrumdemocraten. In de regering-Schlüter I (van 10 september 1982 tot 10 september 1987) leverde de partij de minister van Milieu: Christian Christensen. Tijdens de tweede regeerperiode van Schlüter (van 10 september 1987 tot 3 juni 1988) kreeg een tweede christendemocraat een ministerportefeuille: Flemming Kofod-Svendsen, priester in de Deense Volkskerk, werd toen minister van Huisvesting. Na een aantal jaren in de oppositie stapten de Deense christendemocraten op 25 januari 1993 opnieuw in een kabinet. Dit betrof de eerste coalitieregering van Poul Nyrup Rasmussen. Deze regering, die aanbleef tot 27 september 1994, werd verder gevormd door de sociaaldemocraten, de centrumdemocraten en de sociaalliberale partij Radikale Venstre. Namens de christendemocraten was de toen dertigjarige Jann Sjursen minister van Energie.

### Onder de kiesdrempel
Tijdens de parlementsverkiezingen van 21 september 1994 belandde de christendemocratische partij onder de kiesdrempel van 2% en verloor ze haar vier parlementszetels. Bij de verkiezingen van 1998 en 2001 waren de resultaten beter en kon de partij telkens vier parlementsleden afvaardigen, maar sinds de verkiezingen van 2005 is de 2%-drempel niet meer gehaald.

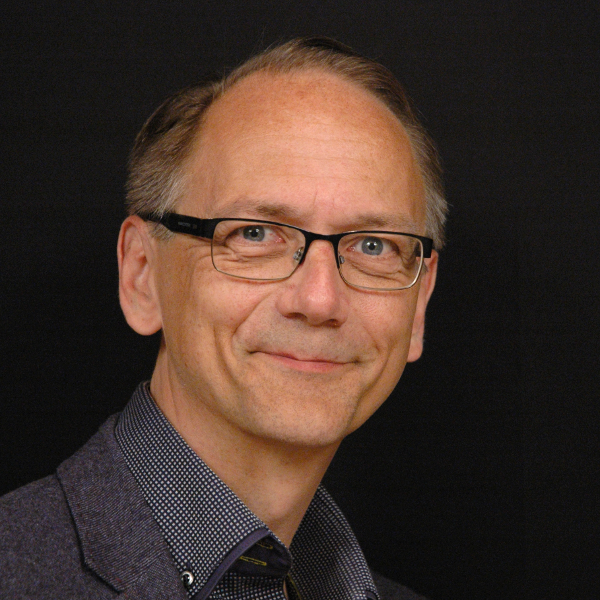
Stig Grenov

Onder het voorzitterschap van Marianne Karlsmose veranderde de partij in 2003 haar naam in Kristendemokraterne. In oktober 2005 werd Bodil Kornbek verkozen als partijvoorzitster. Aanvankelijk boekte zij enig succes met de meer seculiere centrumlinkse koers die ze voer, maar bij de parlementsverkiezingen van 2007 behaalde de partij opnieuw geen zetel. In oktober 2008 kwam Bjarne Hartung Kirkegaard aan het hoofd van de partij. Hij vertegenwoordigde meer de rechtse vleugel en had een religieus profiel.
Hoewel de partij bij de verkiezingen geen zetels meer veroverde, had zij in 2010 en 2011 toch een vertegenwoordiger in het Folketing: Per Ørum Jørgensen had de Konservative Folkeparti verlaten en zich aangesloten bij de christendemocraten. Hierdoor werd de partij automatisch toegelaten tot de parlementsverkiezingen van 2011, waarvoor een gemeenschappelijke lijst werd gevormd met de grassrootspartij Fælleslisten. De partij stond voor decentralisatie van de macht, in het bijzonder in de gezondheidszorg. Met slechts 0,8% van de stemmen bereikten de christendemocraten bij deze verkiezingen een historisch dieptepunt. Nadien nam Jørgensen het partijvoorzitterschap over, tot hij in 2012 vertrok om een eigen partij op te richten (Det Demokratiske Parti). Vervolgens was Egon Jakobsen enige tijd interim-voorzitter.
Stig Grenov was partijvoorzitter tussen 2012 en 2019. De partij bleef bij de parlementsverkiezingen van 2015 stabiel op 0,8%, maar slaagde er in 2019 in haar stemmen meer dan te verdubbelen tot 1,7%. Grenov werd in oktober 2019 opgevolgd door Isabella Arendt. Sinds 2021 is de partij na tien jaar weer vertegenwoordigd in het Deense parlement dankzij de komst van Jens Rohde, die als parlementslid overstapte van Radikale Venstre naar Kristendemokraterne.

## Verkiezingsresultaten

### Parlement (Folketing)
| Datum | Stemmen | Stemmen | Stemmen | Zetels | Zetels |
| Datum | #       | %       | ± %     | #      | ±      |
| ----- | ------- | ------- | ------- | ------ | ------ |
| 1971  | 57.072  | 1,9 %   | +1,9    | 0      | Nieuw  |
| 1973  | 123.573 | 4,0 %   | +2,1    | 7      | 7      |
| 1975  | 162.734 | 5,3 %   | +1,3    | 9      | 2      |
| 1977  | 106.082 | 3,4 %   | -1,9    | 6      | 3      |
| 1979  | 82.133  | 2,6 %   | -0,8    | 5      | 1      |
| 1981  | 72.174  | 2,3 %   | -0,3    | 4      | 1      |
| 1984  | 91.623  | 2,7 %   | +0,4    | 5      | 1      |
| 1987  | 79.664  | 2,4 %   | -0,3    | 4      | 1      |
| 1988  | 68.047  | 2,0 %   | -0,4    | 4      | 0      |
| 1990  | 74.174  | 2,3 %   | +0,3    | 4      | 0      |
| 1994  | 61.507  | 1,9 %   | -0,4    | 0      | 4      |
| 1998  | 85.656  | 2,5 %   | +0,6    | 4      | 4      |
| 2001  | 78.793  | 2,3 %   | -0,2    | 4      | 0      |
| 2005  | 58.071  | 1,7 %   | -0,6    | 0      | 4      |
| 2007  | 30.013  | 0,9 %   | -0,8    | 0      | 0      |
| 2011  | 28.070  | 0,8 %   | -0,1    | 0      | 0      |
| 2015  | 29.077  | 0,8 %   | 0,0     | 0      | 0      |
| 2019  | 61.215  | 1,7 %   | +0,9    | 0      | 0      |

### Lokale verkiezingen
| Datum | Zetels         | Zetels |
| Datum | #              | ±      |
| ----- | -------------- | ------ |
| 1974  | 37 van de 4735 | Nieuw  |
| 1978  | 28 van de 4759 | 9      |
| 1981  | 27 van de 4769 | 1      |
| 1985  | 33 van de 4773 | 6      |
| 1989  | 45 van de 4737 | 12     |
| 1993  | 32 van de 4703 | 13     |
| 1997  | 30 van de 4685 | 2      |
| 2001  | 31 van de 4647 | 1      |
| 2005  | 15 van de 2522 | 16     |
| 2009  | 6 van de 2468  | 9      |
| 2013  | 6 van de 2444  | 0      |
| 2017  | 9 van de 2432  | 3      |
| 2021  | 12 van de 2436 | 3      |

### Verkiezingen Europees parlement
| Datum     | Stemmen       | Stemmen       | Stemmen       | Zetels        | Zetels        |
| Datum     | #             | %             | ± %           | #             | ±             |
| --------- | ------------- | ------------- | ------------- | ------------- | ------------- |
| 1979      | 30.985        | 1,8 %         | +1,8          | 0             | Nieuw         |
| 1984      | 54.624        | 2,7 %         | +2,7          | 0             | 0             |
| 1989      | 47.768        | 2,7 %         | 0,0           | 0             | 0             |
| 1994      | 22.986        | 1,1 %         | -1,6          | 0             | 0             |
| 1999      | 39.128        | 2,0 %         | +0,9          | 0             | 0             |
| 2004      | 24.286        | 1,3 %         | -0,7          | 0             | 0             |
| 2009–2019 | geen deelname | geen deelname | geen deelname | geen deelname | geen deelname |